# بریدینگ (کنتاکی)
بریدینگ (به انگلیسی: Breeding) یک منطقهٔ مسکونی در ایالات متحده آمریکا است که در شهرستان ادیر، کنتاکی واقع شده‌است. بریدینگ ۳۰۵٫۱۱ متر بالاتر از سطح دریا واقع شده‌است.